# 나
나는 특정하지 않은 한 사람이 본인을 가리킬 때 쓰는 말이다.
철학과 종교에서 '나[我]'는 대체로 자아(自我) 또는 영원한 자아의 뜻으로 해석된다.
- 철학에서 나[我]는 자아(自我)를 가리킨다.
- '나'와 '내 것'은 전통적인 불교 용어로는 각각 아(我)와 아소(我所)라고 한다. 아와 아소를 통칭하여 아사(我事)라고 하며, 보다 엄밀하게는 아와 아소를 각각 아상사(我相事)와 아소사(我所事)라 칭한다. 한편으로는, 불교에서는 무아(無我)를 근본진리로 보는데, 이에 따르면 '나[我]'는 근본번뇌 가운데 하나인 아견(我見) 또는 아소견(我所見)을 뜻한다. 즉 '나라는 그릇된 견해' 또는 '내 것이라는 그릇된 견해'를 뜻한다.[1][2][3]
- 힌두교에서는 범아일여(梵我一如)를 근본진리로 보는데, 이러한 의미에서는 나[我]는 진아(眞我) 즉 아트만을 뜻한다.[4] 반면에, 범아일여의 사마디 상태, 즉 아트마 즈냐나의 상태, 즉 진정한 자아를 알게 되는 상태에서만 알 수 있는 아트만이 아닌 현상의 존재를 나[我]라고 칭할 때 이 때의 나[我]는 가아(假我) 즉 마야(환영)를 뜻한다.[5]

## 참고 문헌
- 곽철환 (2003). 《시공 불교사전》. 시공사/네이버 지식백과.
- 운허.  동국역경원 편집, 편집. 《불교 사전》. 2016년 3월 6일에 원본 문서에서 보존된 문서. 2020년 4월 8일에 확인함.
- (중국어) 星雲. 《佛光大辭典(불광대사전)》 3판. 2011년 3월 19일에 원본 문서에서 보존된 문서. 2020년 4월 8일에 확인함.